# Diphyus celsus
Diphyus celsus är en stekelart som först beskrevs av Tosquinet 1896.  Diphyus celsus ingår i släktet Diphyus och familjen brokparasitsteklar. Inga underarter finns listade i Catalogue of Life.